# Via Amerina

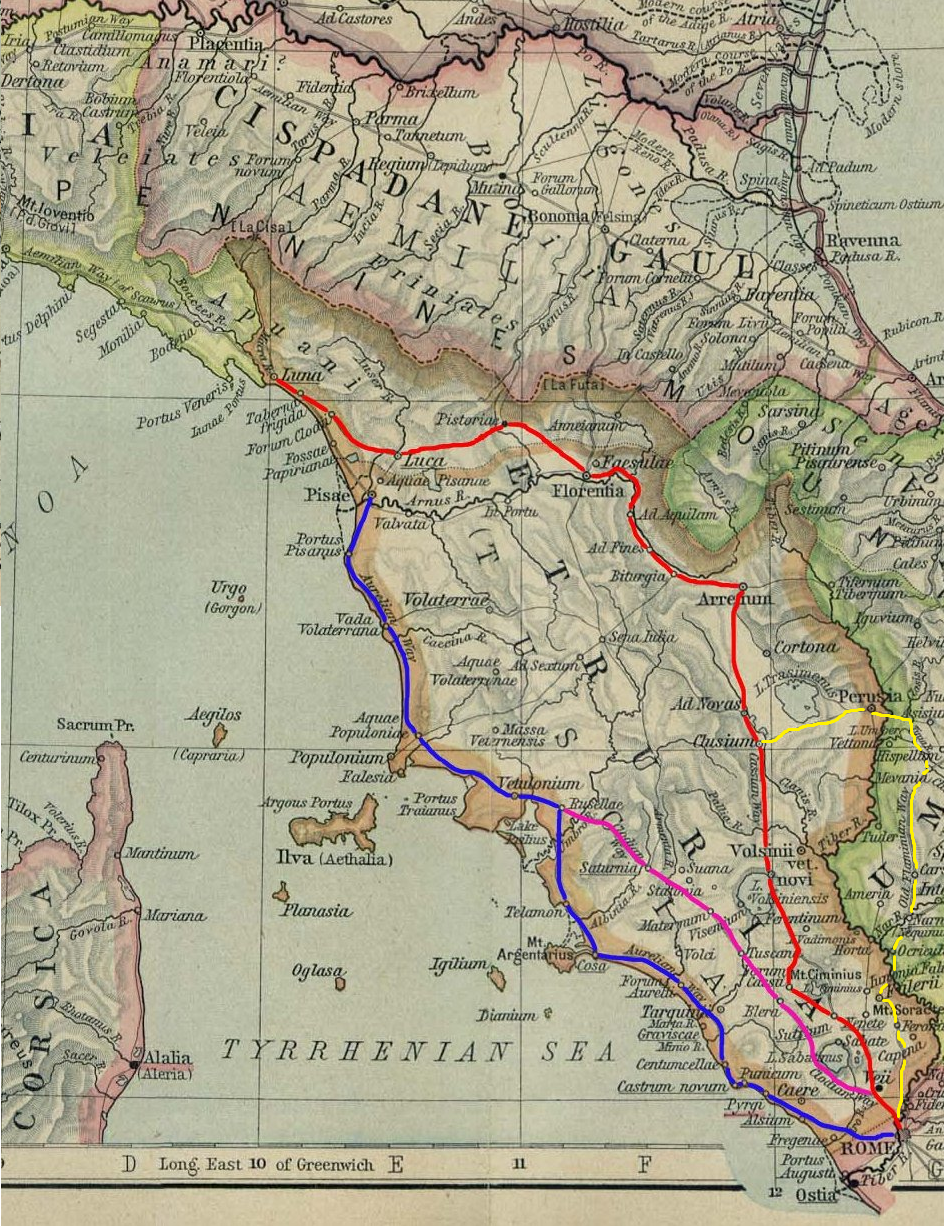
Via Amerina (galben)

Via Amerina a fost un drum care se desprindea de Via Cassia, lângă Baccanae, și continua în Nord, prin Falerii, Tuder și Perusia, reunindu-se cu Via Cassia la Clusium. În timpul incursiunilor sale din Lombardia, ducele Faroald I de Spoleto a tăiat legătura dintre Roma și Ravenna; ca urmare, Via Amerina a fost îmbunătățită și fortificată la intervale, lucrări ce au fost printre ultimile construcții rutiere executate în antichitatea târzie a Italiei. Ca nouă ruta militară, Via Amerina „a devenit nucleul de comunicații al Italiei imperiale și principalul argument în favoarea afirmației că Italia imperială mai exista”.